# Gauliga Danzig-Westpreußen
Gauliga Danzig-Westpreußen byla jedna z mnoha skupin Gauligy, nejvyšší fotbalové soutěže na území Německa v letech 1933 – 1945. Vytvořena byla v roce 1940. Pořádala se na území západního Pruska a svobodného města Danzig. Vítězové jednotlivých skupin Gauligy postupovali do celostátní soutěže, která trvala necelý měsíc, v níž se kluby utkávaly vyřazovacím způsobem.
Zanikla v roce 1945 po pádu nacistického Německa. Po jeho zániku připadlo území západního Pruska obnovenému Polsku.

## Nejlepší kluby v historii - podle počtu titulů
Zdroj: 
| Vítězové nejvyšší ligové soutěže |        |                 |
| Klub                             | Tituly | Vítězné ročníky |
| Preußen Danzig                   | 1      | 1941            |
| HUS Marienwerder                 | 1      | 1942            |
| SV Neufahrwasser                 | 1      | 1943            |
| Luftwaffen-SV Danzig             | 1      | 1944            |

## Vítězové jednotlivých ročníků
Zdroj: 
| Gauliga Danzig-Westpreußen (1940 – 1945)                                                                 |                          |                                 |               |
| Ročník                                                                                                   | Vítěz Gauligy            | Umístění v německém mistrovství | Německý mistr |
| 1940 – 1941                                                                                              | Preußen Danzig (1)       | Skupina 1a (3. místo)           | SK Rapid Wien |
| 1941 – 1942                                                                                              | HUS Marienwerder (1)     | Předkolo                        | FC Schalke 04 |
| 1942 – 1943                                                                                              | SV Neufahrwasser (1)     | Čtvrtfinále                     | Dresdner SC   |
| 1943 – 1944                                                                                              | Luftwaffen-SV Danzig (1) | 1. kolo                         | Dresdner SC   |
| • Gauliga byla v sezóně 1944/45 zrušena, a to kvůli přesunutí bojů druhé světové války na území Německa. |                          |                                 |               |